# Sleep No More
Sleep No More è il quinto album in studio del cantante inglese di origine italiana Jack Savoretti, pubblicato nel 2016.

## Tracce
1. When We Were Lovers
2. Deep Waters
3. I'm Yours
4. Helpless
5. We Are Bound
6. Tight Rope
7. Troubled Souls
8. Only You
9. Sleep No More
10. Any Other Way
11. Start Living in the Moment
12. Lullaby Loving

## Classifiche
| Classifica (2016) | Posizione massima |
| ----------------- | ----------------- |
| Irlanda           | 89                |
| Italia            | 15                |
| Regno Unito       | 6                 |
| Svizzera          | 23                |